# Bolita brazylijska
Bolita brazylijska, pancernik kulowaty, bolita (Tolypeutes tricinctus) – gatunek ssaka z podrodziny bolit (Tolypeutinae) w obrębie rodziny Chlamyphoridae.

## Rozmieszczenie geograficzne
Zwierzę to jest endemitem Brazylii, jedynym ze swej rodziny, chociaż w Brazylii żyje 5 rodzajów i 10 gatunków pancernikowatych. Jego zasięg występowania nie należy do największych ani najmniejszych wśród Dasypodidae; obejmuje następujące stany: Alagoas, Bahia, Ceará, Goiás (północny kraniec), Mato Grosso (na wschodzie) Minas Gerais (północno-zachodni skraj), Paraíba, Pernambuco, Piauí, Rio Grande do Norte, Sergipe, Tocantins (wschód). Obszar ten mierzy 700 000 km². Zasięg występowania tego gatunku jest jednak silnie rozczłonkowany i nie ma informacji na temat powierzchni terenów rzeczywiście zajmowanych przez bolity brazylijskie.

## Taksonomia
Gatunek po raz pierwszy zgodnie z zasadami nazewnictwa binominalnego opisał w 1758 roku szwedzki przyrodnik Karol Linneusz nadając mu nazwę Dasypus tricinctus. Miejsce typowe według oryginalnego opisu to „Indie Wschodnie” (w oryg. łac. Habitat in India orientali), jednak w tym czasie inni autorzy, począwszy od Buffona (1763) podawali, że żyje on w Brazylii. Jednak jeszcze w 1911 Thomas, korzystając z Linneusza, zaproponował miejsce typowe zwierzęcia jako Surinam. Sprzeciwił się temu Sanborn w 1930, widząc lokalizację typową bolity brazylijskiej w Brazylii. Autor ten zauważył, że gatunku nie spotyka się na Gujanie, a Linneusz sam również korzystał z wcześniejszego źródła, napisanego przez Marcgrafa w 1648.
Bolita brazylijska zalicza się do rodzaju Tolypeutes, który oprócz niego obejmuje jeszcze drugi gatunek, bolitę południową. Należą one do wyróżnianego niekiedy plemienia Tolypeutini oraz podrodziny Tolypeutinae razem z rodzajami Cabassous i Priodontes. Podrodzina ta należy do rodziny Chlamyphoridae. Rodzina ta liczy w sumie 21 gatunków w 8 rodzajach. Należy do rzędu Cingulata. Razem z leniwcami i mrówkojadami należy do nadrzędu szczerbaków, liczącego obecnie 31 gatunków w 13 rodzajach.
Autorzy Illustrated Checklist of the Mammals of the World uznają T. tricinctus za gatunek monotypowy.

### Etymologia
- Tolypeutes: gr. τολυπευω tolupeuō „owijać, zwijać”, od τολυπη tolupē „kłębek, gałka”[17].
- tricinctus: nowołac. tricinctus „trójpasmowy”, od łac. tri- „trój-”, od tres „trzy”; cinctus opasany, od cingere „otaczać, opasać”[18].

## Budowa
Długość ciała (bez ogona) 230–250 mm, długość ogona 50–70 mm, długość ucha około 23 mm, długość tylnej stopy około 45 mm; masa ciała 1–1,8 kg. W rozpoznawaniu tego gatunku ważną rolę odgrywa ilość palców zwieńczających kończynę przednią. Bolita brazylijska ma tam po 5 palców, podczas gdy bolita południowa – jedynie 3 lub 4.

## Tryb życia

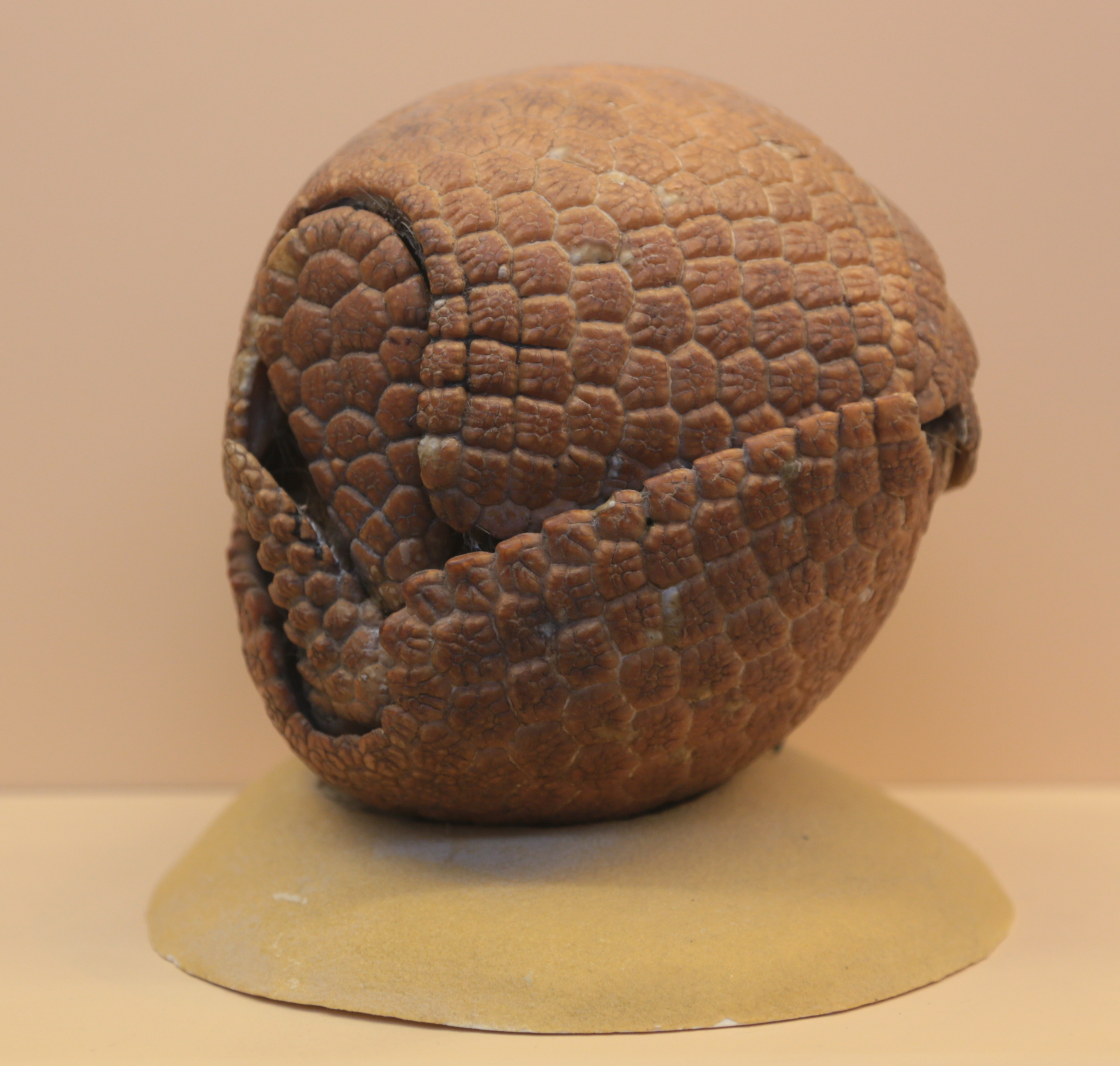
Okaz zwinięty w kulę w Muzeum Historii Naturalnej w Londynie

Bolita brazylijska nie potrafi kopać w ziemi.
W razie zagrożenia zwierzę zwija się w kulę, którą łatwo przenieść.

## Ekologia
Spośród 6 biomów wyróżnianych przez Anacleto i współpracowników spodziewano się obecności przedstawicieli rodzaju Tolypeutes w 4: Caatinga, Cerrado, Mata Atlântica i Pantanalu, jednakże T. tricinctus występuje tylko w dwóch: w Caatinga i niewielkiej przyległej, wschodniej części Cerrado. Wydaje się bowiem, że pancernikowate mają specyficzne wymagania siedliskowe i w przypadku bolity brazylijskiej jest to Caatinga, czyli suche tereny porosłe ciernistymi krzewami bądź drzewami liściastymi. Rozciągają się one na północnym wschodzie Brazylii. Zdarzają się też opinie, wedle których zamieszkuje on głównie Cerrado, czyli porośniętą buszem sawannę, występującą w środkowej Brazylii. Zwierzę nie występuje w Amazonii.

## Status

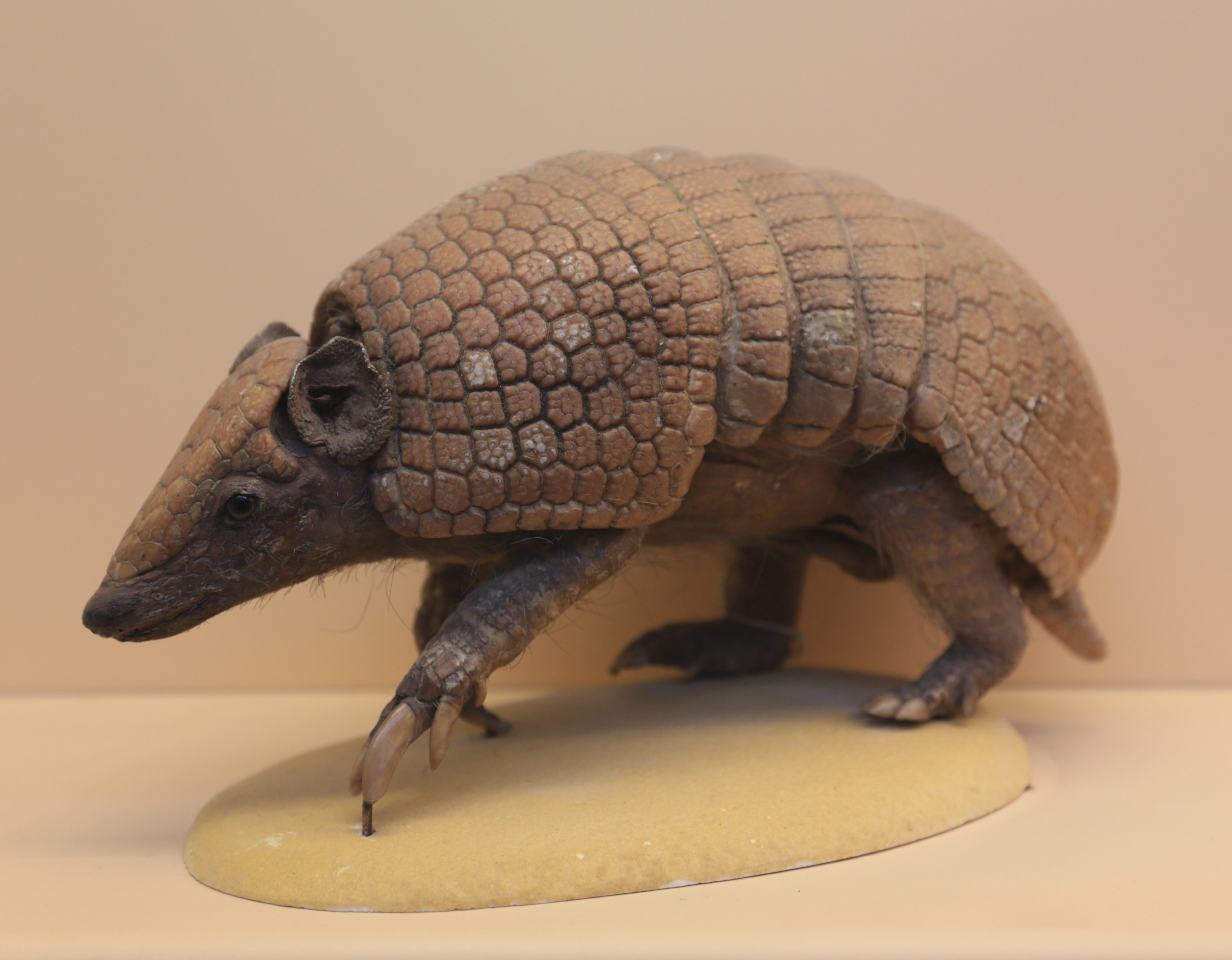
Okaz w Muzeum Historii Naturalnej w Londynie

Międzynarodowa Unia Ochrony Przyrody (IUCN) zainteresowała się tym gatunkiem w 1982, opierając się na pracy Thornbacka i Jenkinsa, nie przyznając wtedy gatunkowi statusu. Następnie jeszcze 3 razy pozostawiano rodzaj jako indeterminate. W 1994 dzięki Groombridge'owi bolicie brazylijskiej przyznano status zagrożonego wyginięciem (EN – Endangered). Dwa lata później powzięto inną decyzje, osłabiając status do gatunku narażonego na wyginięcie (wrażliwego, VU – Vulnerable). Następnie status ten nie ulegał już zmianie. IUCN motywuje go, zwracając uwagę na spadek liczebności populacji. Jest to jedyny zagrożony pancernikowaty żyjący w Brazylii oprócz zębolity olbrzymiej.
Rzeczywiście w ciągu ostatnich 10-12 lat całkowita liczebność gatunku obniżyła się o ponad 30% i spada nadal. Uważano już niegdyś, że gatunek wyginął, aż odkryto go ponownie na początku ostatniej dekady XX wieku w kilku rozrzuconych lokalizacjach. Znaleziono go wtedy w pozostałościach lasu tropikalnego sezonowo suchego w prowincji Bahia.
Istnieją obszary, na których szczerbak ten cechuje się wysokim zagęszczeniem. IUCN podaje wartość 0,97 osobnika na km², zauważa jednak, że nie należą doń obszary znajdujące się pod wpływem działalności ludzkiej, na których jest znacznie rzadszy. Inne źródła podają, że pancernik ten jest niezwykle rzadki.
IUCN upatruje wśród przyczyn tego zjawiska degradację i eksploatację środowiska naturalnego tego szczerbaka, co ma miejsce głównie w Cerrago, gdzie zakłada się plantacje trzciny cukrowej i soi i gatunek stracił dużo siedlisk, a także polowania. W Caatinga poluje się nań dla przeżycia. Stanowi on zdobycz choćby ludności Queixo d'Antas zamieszkującej Park Narodowy Boqueirao da Onca, choć poluje ona głównie na pancernika dziewęciopaskowego (40% wskazań ankietowanych w porównaniu z 2,5% dla pancernika kulowatego, nazywanego tatu-bola). Ludność ta dodaje do posiłków jego krew, lecząc w ten sposób niedożywienie.
Anacleto et al. zauważają, że specyficzne wymagania siedliskowe pancernikowatych mogą utrudniać prowadzenie programów ochronnych.
Zwierzę zamieszkuje tereny chronione. W Caatinga zamieszkuje właściwie głównie tereny chronione, populacje rozmieszczone są wyspowo. Jednak tereny chronione nie obejmują obszaru o największej gęstości występowania. Wśród parków narodowych zamieszkałych przez to zwierzę IUCN wymienia Park narodowy Serra da Capivara, Park narodowy Serra das Confusões, Park narodowy Grande Sertão Veredas, a wśród innych obszarów objętych ochroną – Serra Geral do Tocantins, Park Stanowy Jalapão, rezerwaty Raso da Catarina i Veredas do Oeste Baiano.

## W kulturze
Bolita brazylijska została wybrana oficjalną maskotką Mistrzostw Świata w Piłce Nożnej rozgrywanych w 2014 w Brazylii, pokonując w eliminacjach pumę, arę i Saci.